# Mr. Nuts
Mr. Nuts là một con mèo tuxedo lông ngắn lớn, có bộ lông màu đen và trắng được cho là có thể dự đoán kẻ thua cuộc trong các cuộc thi như các sự kiện thể thao và bầu cử. Phát ngôn cho nhà sản xuất phụ kiện thú cưng sang trọng Five Pet Place, dự đoán của nó được đưa ra bằng cách sử dụng khay vệ sinh của công ty.
Một thông cáo báo chí tháng 11 năm 2012 liên quan đến cuộc bầu cử tổng thống Mỹ đã nhận được bảo hiểm trên khắp Hoa Kỳ. Nó mô tả chi tiết cách con mèo dự đoán Mitt Romney là người thua cuộc bằng cách sử dụng hộp vệ sinh mèo được đặt ở"bên phải"của một người được chỉ định cho Barack Obama đương nhiệm. Thay vì chọn người chiến thắng, ô Mr. Nuts"chọn"sẽ xác định người thua cuộc.
Kết quả của việc phát hành, ông Nuts đã trở thành một hiện tượng nhỏ trên mạng vào ngày bầu cử khi câu chuyện của ông được các tờ báo, đài truyền hình và đài phát thanh săn đón trong khi diễn viên hài Julie Klausner yêu cầu những người theo dõi bà sử dụng #MrNuts trong tất cả các thông điệp chính trị của họ trên Twitter. Ông cũng được liệt kê trong một mục blog của những người chứng thực người nổi tiếng khác thường với Honey Boo Boo, Meat Loaf, Gene Simmons, Martin Sheen, Kim Kardashian, Madonna, Hulk Hogan, Axl Rose và Joss Whedon, cũng trở thành"người hâm mộ"chú mèo.
Được đặt theo tên"manly bits"nổi bật của mình trước khi bị thiến, con mèo được cho là đã chọn thành công kẻ thua cuộc trong các cặp trận đấu Pittsburgh Steelers so với Green Bay Packers, New England Patriots vs New York Giants và Baltimore Ravens vs San Francisco 49ers Super Bowls, giới tính của con Công tước và Nữ công tước xứ Cambridge, và người chiến thắng Cup Mỹ 2013.
Mèo Mr. Nút qua đời vì ung thư đường ruột vào ngày 13 tháng 3 năm 2014.